# Cantonul Moissac-1
Cantonul Moissac-1 este un canton din arondismentul Castelsarrasin, departamentul Tarn-et-Garonne, regiunea Midi-Pyrénées, Franța.

## Comune
- Boudou
- Malause
- Moissac (parțial, reședință)
- Saint-Paul-d'Espis
- Saint-Vincent-Lespinasse